# Alfred Aho
Pour les articles homonymes, voir Aho.
Alfred Vaino Aho (né le 9 août 1941 à Timmins, Ontario) est un informaticien canadien qui travaille dans les laboratoires Bell ; il est professeur d'informatique à l'université Columbia.
Il est particulièrement connu pour avoir créé le langage de programmation Awk avec Peter Weinberger et Brian Kernighan, et pour avoir écrit avec Ravi Sethi et Jeffrey Ullman le Dragon book, livre de référence dans le domaine de la compilation.
Il est, avec Margaret Corasick, le créateur de l'algorithme d'Aho-Corasick publié en 1975 et utilisé dans l'utilitaire grep disponible sous Unix.
En 2003, il reçoit la médaille John von Neumann et en 2020 le prix Turing.

## Biographie
Aho a passé une licence de physique à l'université de Toronto et soutenu en 1966 sa thèse en génie électrique à l'université de Princeton. Dans ce mémoire, il emploie pour la première fois les concepts de grammaire indexée et d'automate à piles emboîtées pour étendre les possibilités des langages formels, tout en préservant leur caractère décidable et déterministe.
Aho rejoint ensuite le Centre de recherches informatiques des Laboratoires Bell, où il sera employé jusqu'en 1991 : il y met au point des algorithmes rapides de reconnaissance de motifs et d'analyse syntaxique (notamment l'algorithme d'Aho-Corasick), qui seront d'ailleurs intégrés dans les premières versions de l'environnement Unix sous la forme des commandes egrep et fgrep. Ils ont été depuis exploités dans divers programmes de recherche bibliographique, dont celui de Margaret J. Corasick.
Aho travaille alors étroitement avec Steve Johnson et Jeffrey Ullman au développement d'algorithmes rapides d'analyse et de conversion : Steve Johnson se sert de ses algorithmes récursifs de conversion pour écrire l'analyseur syntaxique yacc, tandis que Michael E. Lesk et Eric Schmidt intègrent ses algorithmes d'analyse d'expressions régulières pour l'analyseur lexical lex. lex et yacc (et leurs dérivés) font aujourd'hui partie de l'interface de la plupart des compilateurs.
Aho a exercé les fonctions de chef de département d'informatique de l'université Columbia, puis celles de vice-président du Centre de recherches informatiques des Laboratoires Bell de 1997 à 2002. En 2011, il s'est vu attribuer la chaire Lawrence Gussman d'informatique à l'université Columbia

## Publications
(Sélection d'ouvrages)
- Alfred Aho, John Hopcroft et Jeffrey Ullman, Structures de données et algorithmes, Paris, InterÉditions, 1995 (ISBN 978-2-7296-0194-2)
- Alfred Aho, Monica Lam, Ravi Sethi et Jeffrey Ullman, Compilateurs : Principes, techniques et outils, Paris, Pearson, 2007, 928 p. (ISBN 978-2-7440-7037-2, BNF 41172860, présentation en ligne)
- Alfred Aho et Jeffrey Ullman, Concepts fondamentaux de l'informatique, Paris, Dunod, 1996, 856 p. (ISBN 978-2-10-003127-6)